# Poklok és mennyek között
A Poklok és mennyek között a Kalapács zenekar kilencedik nagylemeze, nyolcadik stúdióalbuma. A lemez 2012. tavaszán jelent meg, és rögtön a Mahasz lemezeladási listájának az élére került. Az album jó fogadtatásra talált mind a szakma, mind a hallgatóság részéről. A lemez folytatása a már jól megszokott Kalapács albumok sorának: remek hangzás, a mindennapi élet kérdéseivel foglalkozó szövegek kemény heavy/power zenével körítve. Az albumon található Félszáz év című dalt Kalapács József énekes, a lemez megjelenése idején betöltött 50. életéve alkalmából íródott.

## Az album dalai
1. A zene a mi templomunk - 4:48
2. Nem lehetek eladó - 4:21
3. A vándor - 3:23
4. Hitem - 4:51
5. Terápia - 4:24
6. Ami igazán mélyről fakad - 3:58
7. Tied az ajándék - 3:53
8. Adrenalin kvíz - 4:20
9. Poklok és mennyek között - 3:47
10. Szabadabb szélben - 3:12
11. Félszáz év - 4:00
12. Kell az árnyék és kell a fény - 3:40

## Közreműködők
- Kalapács József - ének
- Beloberk Zsolt - dob
- Beloberk István - basszusgitár
- Sárközi Lajos - gitár
- Weisz László - gitár
- Szövegek: Kalapács zenekar
- Hangmérnök: Küronya Miklós
- Zenei rendező: Weisz László
- Produkciós vezető: Hartmann Kristóf